# المزرعة (وادي النصارى)
قرية المزرعة هي من قرى وادي النصارى تتميز بمناظر طبيعية خلابة ترتفع عن سطح البحر حوالي 700 متر، تحيط بها الجبال وبساتين التفاح من كل الجهات.

## الموقع
تقع على السفح الغربي لجبل الحلو، تبعد عن مدينة حمص 60 كم وتبعد عن قلعة الحصن الأثرية 20 كم، تشرف على قرى الوادي من الجهة الشمالية.

## السكان
يبلغ عدد سكانها حوالي 1.200 نسمة، قسم كبير يعمل في زراعة وتسويق التفاح وقسم يعيش في بلاد الاغتراب وما تبقى يتقلدون مراكز اجتماعية وثقافية عالية ومن أهم العائلات: حنا, حداد, شماس (طنوس),طعمة، ريم، الياس،  شهدا وإبراهيم .
جميع سكان القرية من الطائفة المسيحية ومعظمهم من الروم الأرثوذكس مع وجود اقليات من الانجيليين المعمدانيين.

## المناخ
تتميز المزرعة بمناخ بارد شتاءً وغالبا ما تتساقط الثلوج في فصل الشتاء وتكسو القرية برداء أبيض جميل، أما الربيع فهو من أجمل الفصول في القرية وخاصة عندما تزهر بساتين التفاح فتبدو القرية كعروس في زفافها وتنبعث روائح الورد من كل مكان، أما فصل الصيف فيتميز بمناخ معتدل جميل يجذب السياح والمصطافين مما يرفع عدد سكان القرية إلى حوالي 2.000 نسمة، ويوجد في القرية فندق كبير وعدة متاجر ومطاعم.